# Suite voor viool en orkest
De Suite voor viool en orkest is een compositie van Frederick Delius. Het werk deed er een lange tijd over om uiteindelijk uitgevoerd te (kunnen) worden. Het werk is zelf ongedateerd maar de Delius Trust vermoedde dat Delius er in 1888 aan begon. Thomas Beecham wilde het in 1907 wel uitvoeren met Marie Hall als soliste, maar het kwam er niet van. Het werk verdween in de la om er pas 80 jaar later uit te komen. Ralph Holmes speelde het als solist eerst met het Royal Scottisch National Orchestra onder leiding van Vernon Handley voor een radio-uitzending. Een maand later speelde dezelfde solist het werk weer, toen in het openbaar met het Young Musicians Symphony Orchestra onder leiding van James Blair.   
In met name het eerste deel is de invloed van Edward Grieg, muziekvriend van Delius, goed te horen.

## Delen
1. Pastorale (Andante quasi allegretto)
2. Intermezzo (Allegro molto vivace)
3. Elegie (Adagio cantabile)
4. Finale (Allegro moderato)

## Orkestratie
- 3 dwarsfluiten (II en III ook piccolo), 2 hobo’s,  2 klarinetten, 2 fagotten
- 4 hoorns, 3 trompetten, 3 trombones, 1 tuba
- pauken,
- violen, altviolen, celli, contrabassen

## Discografie
- Uitgave Dutton Vocalion: Phillippe Graffin (solist) met BBC Concert Orchestra o.l.v. David Lloyd-Jones
- Uitgave Unicorn Kanchana: Ralph Holmes (solist) met Royal Philharmonic Orchestra o.l.v. Vernon Handley